# دايفيد كاسترو
دايفيد كاسترو (بالإنجليزية: David Castro)‏ هو ممثل أمريكي، ولد في 7 فبراير 1996 بلونغ آيلند في الولايات المتحدة.

## أعمال

### أفلام
- (2008) 27 فستانا[3]

## وصلات خارجية
- دايفيد كاسترو على موقع IMDb (الإنجليزية)
- دايفيد كاسترو على موقع قاعدة بيانات الفيلم (الإنجليزية)